# Amphrysus
L’Amphrysos (grec ancien : Ἄμφρυσος), ou l’Amphyrsus (latin : Amphrysus), est une petite rivière de Thessalie, en Magnésie. Elle se jetait dans le golfe Pagasétique. 
C'est sur ses bords qu'Apollon fit paître les troupeaux d'Admète, d'où lui vient le surnom.

## Source
Cet article comprend des extraits du Dictionnaire Bouillet. Il est possible de supprimer cette indication, si le texte reflète le savoir actuel sur ce thème, si les sources sont citées, s'il satisfait aux exigences linguistiques actuelles et s'il ne contient pas de propos qui vont à l'encontre des règles de neutralité de Wikipédia.